# (6280) Sicardy
(6280) Sicardy (1980 RJ) – planetoida z pasa głównego asteroid okrążająca Słońce w ciągu 3,32 lat w średniej odległości 2,22 j.a. Odkryta 2 września 1980 roku.